# Змиёв
Змиёв (укр. Зміїв), с 1976 года по 1990 год — Го́твальд, прежние варианты Зми́ев, в XVII-XVIII веках Зме́ев (Змѣевъ), также Змиев (Зміевъ) — город в Чугуевском районе Харьковской области Украины, административный центр Змиёвской городской общины. До 2020 года был административным центром упразднённого Змиевского района, в котором составлял Змиёвский городской совет, в который, кроме того, входил посёлок Выришальный.
Находится в 42 км от Харькова.

## Географическое положение
Город Змиёв находится в междуречье Северского Донца, Мжи и Змиевки (Буцеры), на правом берегу Северского Донца. 
Правый берег крут, весь изрезан балками, а левый - пологий, с озёрами и старицами. Река (Северский Донец) здесь широкая, с хорошими глубинами, течёт неторопливо, спокойно, и будто в зеркале отражается в ней 60-метровая снежно-белая Казачья гора, обрамлённая густым зелёным лесом...
— пишет журналист В. Моложавенко (1979 г.)
Геологически Змиев расположен в пределах Днепровско-Донецкой впадины, докембрийский кристаллический фундамент которой опущен на глубину до 4–6 км и более. Он разбит системой продольных сбросов и поперечных разломов. Кристаллический фундамент покрыт толщей осадочных пород, мощностью до 5–6 км, заполняющих впадину. Наиболее древние, достоверно установленные осадочные породы впадины – отложения девонской системы, их покрывают каменноугольные и пермские породы. Мезозойские осадки – триасовые, юрские и меловые в пределах впадины распространены не только в осевой части, но и на её периферии. Повсеместно распространены палеогеновые, неогеновые и четвертичные отложения. Более обычны
песчано-глинистые эоценовые отложения бучакской и киевской свит, а также олигоценовые отложения харьковской свиты, представленные преимущественно зеленоватыми глауконитовыми песками.
С точки зрения физико-географического районирования Змиев относится к Валки-Змиевскому району Харьковской лесостепной области Среднерусской лесостепной провинции Лесостепной зоны.
Геоботанически город расположен в Змиевско-Валковско-Дергачёвском районе Харьковского округа Среднерусской лесостепной подпровинции Восточноевропейской провинции Европейской широколиственной области.
Геоморфологически Змиев расположен в пределах Мжанского геоморфологического района Среднерусской области пластово-денудационных равнин, который занимает в основном бассейн Мжи, бассейны малых притоков Северского Донца – Гомольши, Бишкина, а также верховья рек Береки и Берестовой.
На противоположном берегу Северского Донца расположены сёла Задонецкое и Камплица. К городу примыкают населённые пункты Зидьки, Бутовка, Выришальный, Левковка, Чемужовка.
Расстояние от Змиёва до Харькова — 38 км.
В начале ХХI в. климат Змиевского края умеренно-континентальный, зима неустойчивая, продолжается около 130 дней. Морозы чередуются с оттепелями, хотя в отдельные годы зима бывает суровой, с обилием снега, более длительной, чем обычно. Лето преимущественно жаркое и длится около 140 дней. Часто дуют ветры: летом и осенью – западные, зимой и весною – юго-восточные и восточные. Осень, как правило, теплая, сухая, с большим количеством солнечных дней.

## История

### Происхождение названия
Существует минимум пять версий (в большинстве своём легендарных) происхождения названия «Змеев» («Змиев»):
1. В густых лесах и непроходимых болотах, окружавших город, обитал крылатый многоголовый Змий, известный по преданиям, как Змей Горыныч, которого запряг в большой плуг Никита Кожемяка, и от отвала этого плуга образовались Змиевы валы;
2. Речка, впадающая в Мож, была извилистой и напоминала змею, что также могло дать название городищу;
3. Огромное количество пресмыкающихся, водившихся на этой болотистой территории с густыми лесами, давало повод для названия местности «змиевой»;
4. Неподалёку от нынешнего Змиёва располагалась столица половцев — Шарукань, который называли «городом Змия»;
5. Признанная большинством историков версия — название происходит от т. н. «Змиевых валов» — остатков древних оборонительных строений, созданных до Киевской Руси и предназначенных, по предположениям, в целях защиты от набегов кочевников-степняков. Общая протяженность различных систем валов от Карпат до Дона — несколько тысяч километров. В районе Змиева по некоторым валам проложены транспортные магистрали.

### Древняя история
Местность, на которой расположен современный Змиёв, была заселена издавна.
В «Истории городов и сёл Украинской ССР» (том «Харьковская область») утверждается, что в 1180—1185 годах Игорь Святославич, князь Новгород-Северский, основал на Донце ряд городищ, среди которых было и Змеево городище. Но в источнике, на который ссылаются авторы, нет о Змеевом городище упоминаний. Этот факт неоднократно отмечался исследователями.
Змиевское сторожевое поселение было основано в месте пересечения двух рек — Северского Донца и Мжи. Упоминание о Змеевом городище зафиксировано в «Книге Большому Чертежу» (1627 год).

А ниже Мжа на Донце, с Крымской стороны, Змеево городище, а Змеев курган тож, от Мжа версты з 2.
А ниже Змеева городищах речка Комолша, а на Комолше городище Каменное, от Змеева верст з 10, лесом подле Донца. (лист 37 оборот и лист 38)

### До 1917 года
Змиевское сторожевое поселение было основано казаками-черкасами в месте пересечения двух рек — Северского Донца и Мжи. Упоминание о городище Змиёв зафиксировано в «Книге Большому Чертежу» (1627 год):

А ниже Мжа на Донце, с Крымской стороны, Змеево городище, а Змеев курган тож, от Мжа версты з 2.
А ниже Змеева городищах речка Комолша, а на Комолше городище Каменное, от Змеева верст з 10, лесом подле Донца. (лист 37 оборот и лист 38)

По устной легенде, опубликованной впервые И. Срезневским, первая маленькая крепость была сооружена в 1640 году казаками под предводительством Кондратия Сулимы. Вскоре крымские татары, часто совершавшие набеги в этих краях, разрушили её, но крепость была восстановлена. По преданию, на подступах к Змиеву Сулима взял в плен мурзу Аксака.
По воеводским отпискам (донесениям) следует, что в 1654 г. населения в районе современного Змиева ещё не было. Украинские иммигранты поселились на Змиевом городище лишь в самом начале 1655 г. В июле того же года следует приказ о переписи змиевских черкас, которая и была проведена в декабре. Змиевских черкас оказалось 229 чел. (из них конных 140, пеших 33 и совсем безоружных – 56). Всего же вместе со взрослыми сыновьями было переписано 368 чел.
В 1656 году царём Алексеем Михайловичем был назначен воевода Змиева — Яков Хитрово. В 1657 года Змиёв стал сотенным городом Харьковского слободского казачьего полка. Его окружали посады — Замостье, Зъедки, Пески.
В 1652 году к югу от Змиёва был основан Змиевской Николаевский казачий монастырь, где обретали приют увечные казаки. Здесь же хранилась войсковая казна.
В 1668 году украинское население Змиева примкнуло к мятежу Ивана Брюховецкого. На Слободской Украине восставших возглавил харьковский полковник Иван Серко. Поскольку основные боевые действия разворачивались вокруг Змиева, то это послужило основанием для некоторых исследователей и краеведов говорить о том, что И. Д. Серко был змиевским полковником. Однако это не так. То, что на момент присоединения к мятежу Брюховецкого Серко возглавлял Харьковский полк, убедительно доказано рядом работ отечественных исследователей.
В 1668 году Змиевская крепость имела 7 больших чугунных пушек, 290 ядер и большой запас пороха. Её окружали 2 вала; полковник Сирко создал систему разветвлённых подземных ходов. Благодаря этому было разбито татарское войско, вновь совершившее набег на город. В том же году произошёл конфликт Ивана Сирко с царским воеводой. Атаман поднял восстание, имевшее своей целью отсоединение Слобожанщины от России и русского царя Алексея Михайловича. В ходе этой борьбы сложил свою голову Пётр Сирко, сын атамана.
В том же 1668 году левобережный гетман Иван Брюховецкий, решив «отложиться» Русского царства, поднял мятеж. В слободские города, большую часть населения которых составляли казаки-черкасы, гетман рассылал «прелестные» письма с призывами присоединиться к восстанию. Сирко решил поддержать Брюховецкого, но, будучи вытеснен из Змиева, Иван Сирко сжёг городские укрепления.
В 1670 году Змиевская сотня примкнула к восстанию Степана Разина. В Змиёв прибыл разинский атаман Алексей Хромой (он же — Лесько Черкашенин). Главным штабом повстанцев Хромого стал Змиёв, откуда он посылал «прелестные письма» к харьковскому полковнику Г. Е. Донцу и к населению Слобожанщины, с призывом поддержать восстание. Решающая битва с царскими войсками, в которой повстанцы потерпели сокрушительное поражение, состоялась на Донце, в так называемом Рипинском юрте..
В 1688 году город подвергся нападению крымских татар.
В 1691 году Змиев и другие соседние поселения были разрушены крымскими татарами.
В 1692 году город подвергся очередному нападению крымских татар.
На протяжении всего XVIII века Змиев — войсковая слобода.
Жители Змиева участвовали в Булавинском восстании 1707—1709 гг..
В 1736 году Змиев подвергся нападению крымских татар.

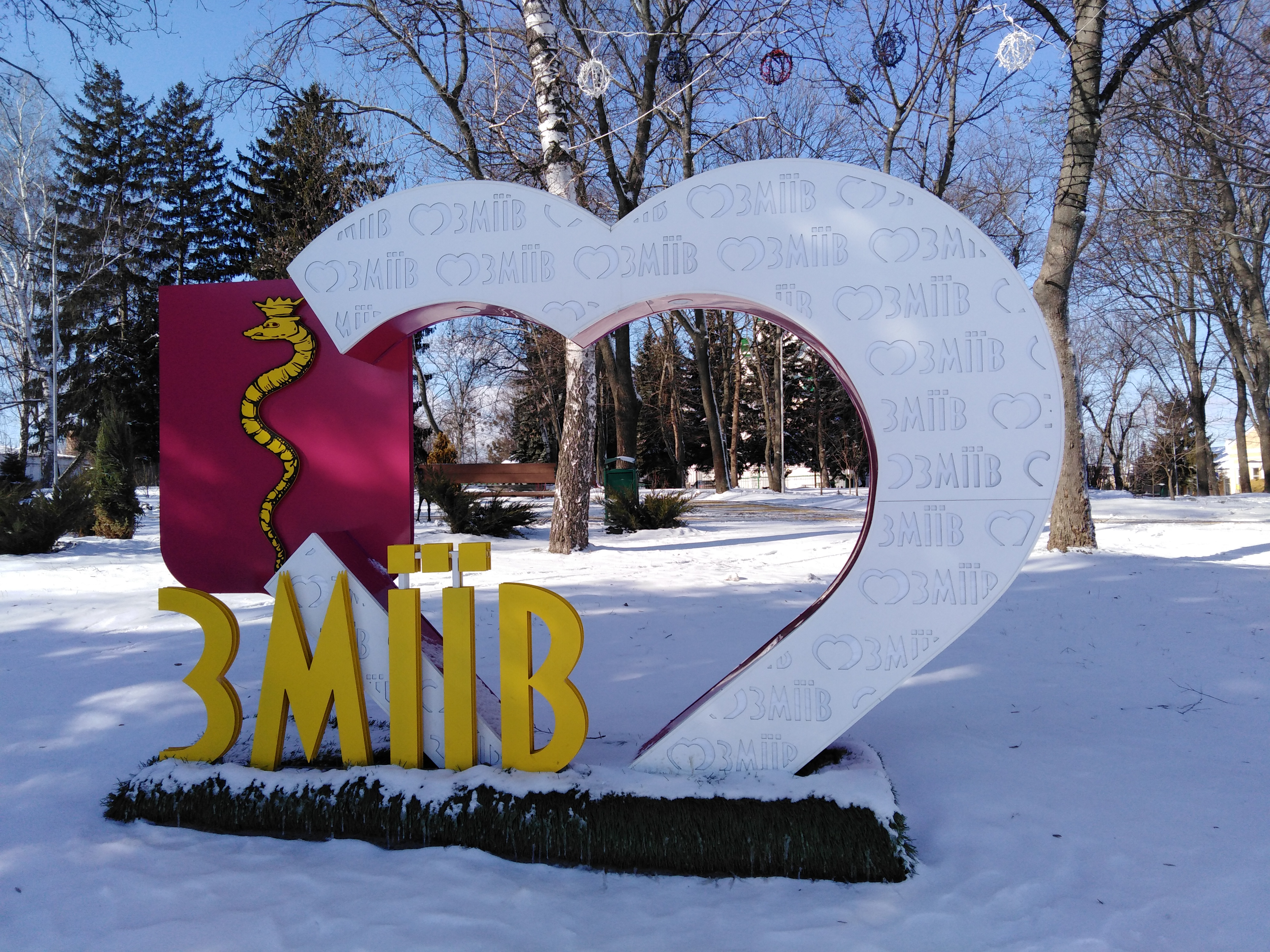

В 1765 году Змиевским военным правлением была составлена «Ведомость об имущественном положении жителей Змиева», в это время здесь имелось 85 человек «имущественных»; 335 «средних»; 1030 «скудных» и 184 «бедных» жителей.
Население в 1779 году, согласно «Ведомости, исъ какихъ именно городовъ и уездовъ Харьковское наместничество составлено и сколько было въ нихъ душъ на 1779 годъ» составляло 2124 человека, в основном «войсковых обывателей» (учитывались только мужчины; женщин не считали, так как они не платили налогов).. Змиев в том году был вторым по количеству населения населённым пунктом Чугуевского уезда, кроме самого Чугуева, уступая только войсковой слободе Печенеги (3601) и опережая войсковые слободы Мохнач (1310), Мартовая (1191) и местечко Хотомля (1197).
В 1797 году Змиев стал уездным городом Змиевского уезда Харьковского наместничества (в дальнейшем — Харьковской губернии) Российской империи.
В 1891 году численность населения составляла 6083 человек, занимавшихся в основном земледелием и садоводством; здесь действовали 7 предприятий (кирпичный, два салотопенных и 4 кожевенных завода), 4 церкви, земская больница, женская прогимназия, городское 2-классное училище и сельскохозяйственное общество, а также регулярно проходили ярмарки.

### 1918—1991 годы
В январе 1918 года в городе была установлена Советская власть.
В 1922 году здесь была создана первая сельхозартель «Вольный пахарь».
В 1923 году Змиёв стал центром административного района.
7 ноября 1930 года началось издание местной газеты.
В ходе Великой Отечественной войны 22 октября 1941 года город был оккупирован наступавшими немецкими войсками, 17-18 августа 1943 года — освобождён войсками 34-го стрелкового корпуса Юго-Западного фронта.
За годы войны из насчитывавшихся в 1940 году 7 тысяч жителей города погибли 5755 человек. На принудительные работы в Германию были вывезены 226 горожан; минимум 71 человек был зверски замучен оккупантами.
В трёх братских могилах на территории Змиёва похоронен 331 советский воин, погибший при освобождении города.
Змиевчане воины генерал-лейтенант танковых войск З. К. Слюсаренко, майор П. С. Бублий, младший сержант Н. Д. Чепур за подвиги во время ВОВ были удостоены звания Герой Советского Союза.
В период 1943—1953 годов Змиёв был восстановлен.
22 декабря 1948 года посёлок городского типа Змиёв был преобразован в город районного подчинения.
В 1952 году здесь действовали бумажная фабрика, обозный завод, тарно-мебельная фабрика, пять общеобразовательных школ, Дом культуры, три клуба, две библиотеки и два стадиона. В 1956 году на базе обозостроительного завода был создан машиностроительный завод.
С 30 декабря 1962 года до 4 января 1965 года город Змиёв имел статус города областного подчинения.
В январе 1959 года население города составляло 11 400, в январе 1970 - 16 600 человек.
В 1966 году население составляло 14 900 человек, в 1976 году — 20 300 человек.
С 26 ноября 1976 года по 2 августа 1990 года город назывался Готвальд в честь Клемента Готвальда, а Змиевской район — Готвальдовским. В 1980 году здесь действовали машиностроительный завод, завод стройматериалов, тарный комбинат, бумажная фабрика, пищевкусовая фабрика, производственное отделение райсельхозтехники, комбинат бытового обслуживания, пять общеобразовательных школ, музыкальная школа, больница и два иных лечебных учреждения, Дом культуры, кинотеатр, три библиотеки и три клуба.

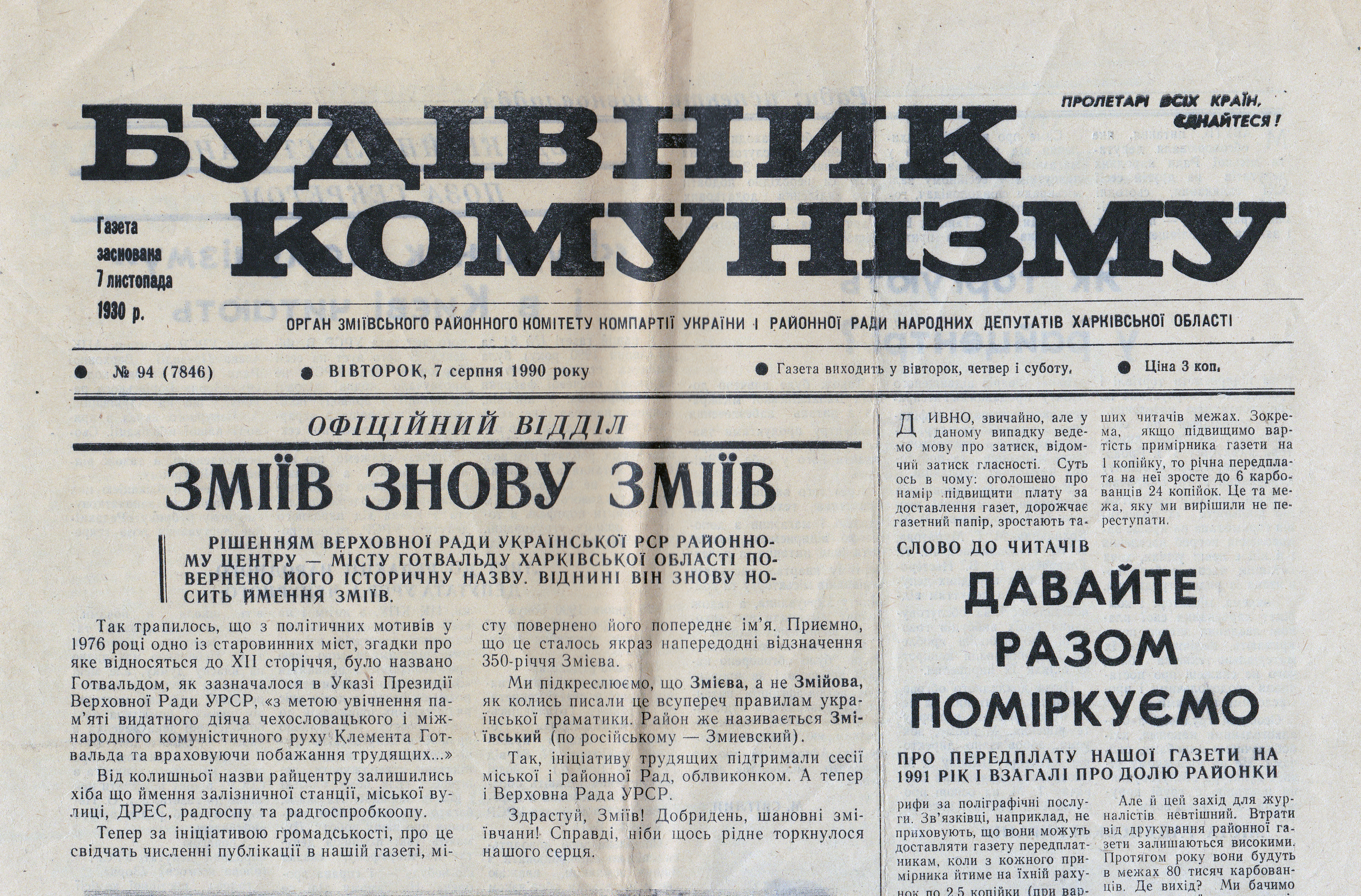
Решение Верховного Совета УССР о возвращении Готвальду его исторического названия

Наибольшее социально-экономическое развитие города пришлось на период 1964—1982 гг. В дальнейшем, на протяжении 1982—1991 гг. наблюдается медленный спад производственных показателей, как в промышленности, так и в сельском хозяйстве, что было обусловлено системным кризисом плановой экономики СССР.
По переписи 1989 года численность населения составляла 20 031 человек, крупнейшими предприятиями в это время являлись машиностроительный завод и бумажная фабрика.

### После 1991 года

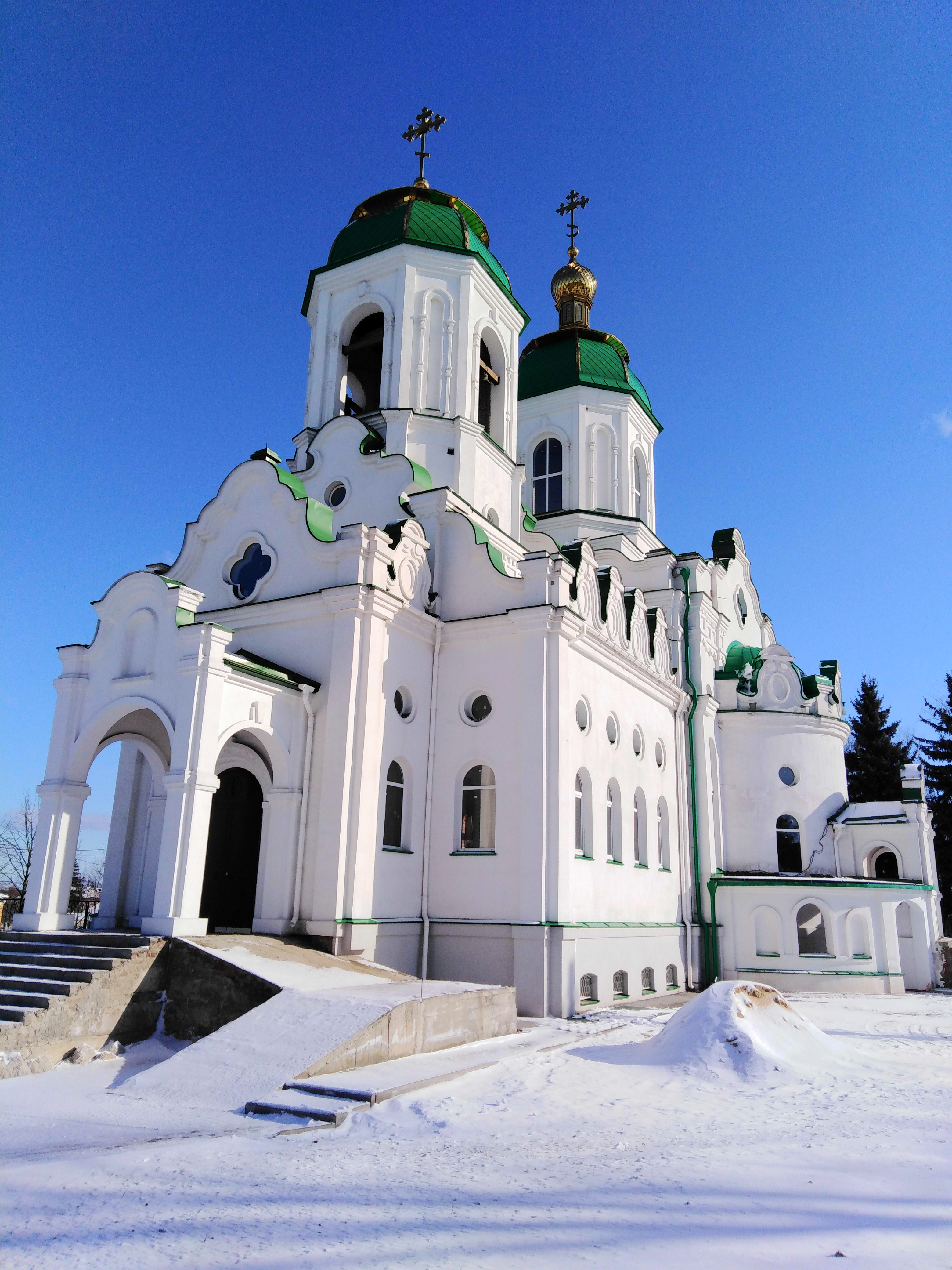
Свято-Троицкий храм

В мае 1995 года Кабинет министров Украины утвердил решение о приватизации находившихся в городе АТП-16343, райсельхозтехники и райсельхозхимии, в июле 1995 года было утверждено решение о приватизации совхоза.
2004 год — начало строительства Свято-Троицкого храма.
В 2009 году начал работу первый в Змиёве супермаркет АТБ.
В 2017 году начато строительство спортивного комплекса «Слобожанщина».

## Российское вторжение (2022)
Город не был оккупирован армией РФ. 8 января 2024 года город подвергся атаке со стороны российской армии. Был нанесен удар по жилому дому, вследствие которого скончалась 63-летняя женщина. 30 января 2024 года по городу вновь нанесли удар 6 дронами Shahed, повреждены частные дома и гражданское предприятие . 9 февраля 2024 года по городу был нанесен очередной удар при помощи ударных дронов Shahed, были повреждены частные дома, трехэтажное здание комплекса отдыха, столовая, сгорело 3 автомобиля, пострадал охранник .

## Население
На 1 января 2013 года численность населения составляла 15 211 человек.

### Языковой состав
Родной язык населения по данным переписи 1897 года:
| Язык       | Численность, чел. | Доля     |
| ---------- | ----------------- | -------- |
| Украинский | 4 171             | 89,26 %  |
| Русский    | 465               | 9,95 %   |
| Другие     | 37                | 0,79 %   |
| Итого      | 4 673             | 100,00 % |

## Символика
Нынешний герб Змиёва имеет более чем 220-летнюю историю. Герб города как второй половины как XVIII века, так 1803 года и современный — является гласным: изображён змий с золотой короной на голове.
21 сентября 1781 года герб города не был официально утверждён Сенатом Российской империи и императрицей Всероссийской Екатериной II в один день со всеми гербами уездных городов и губернского центра Харьковского и Воронежского наместничеств, ибо Змиёв не был тогда уездным городом.
Герб «старый», то есть исторический, и составлен задолго до утверждения. Отличительной особенностью «старых» гербов являлось единственное поле щита — с гербом самого города (без герба наместничества/губернского центра в верхней части). Официально он утверждён 21 сентября 1803 года лично Императором Всероссийским Александром I.
В красном поле герба изображён «извивающийся вверх золотой змий с градской на голове его короною», показывающий гласно само имя города, а также изобилие змей в окрестностях.
В 1863 году Б. Кене составил проект герба Змиева: В червлёном щите золотой извивающийся змий в столб; в вольной части щита герб Харьковской губернии; щит увенчан серебряной башенной короной и окружен золотыми колосьями, соединенными Александровской лентой.
Интересно, что в гербе города художник XVIII века изобразил змея ползущего, а художник начала XIX века — стоящего, каковым современный герб 1990-х годов, утверждённый горсоветом, и остаётся в настоящее время.

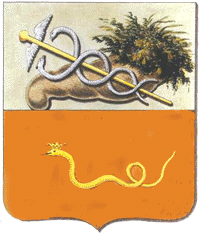
Герб Змиева до 1803 года
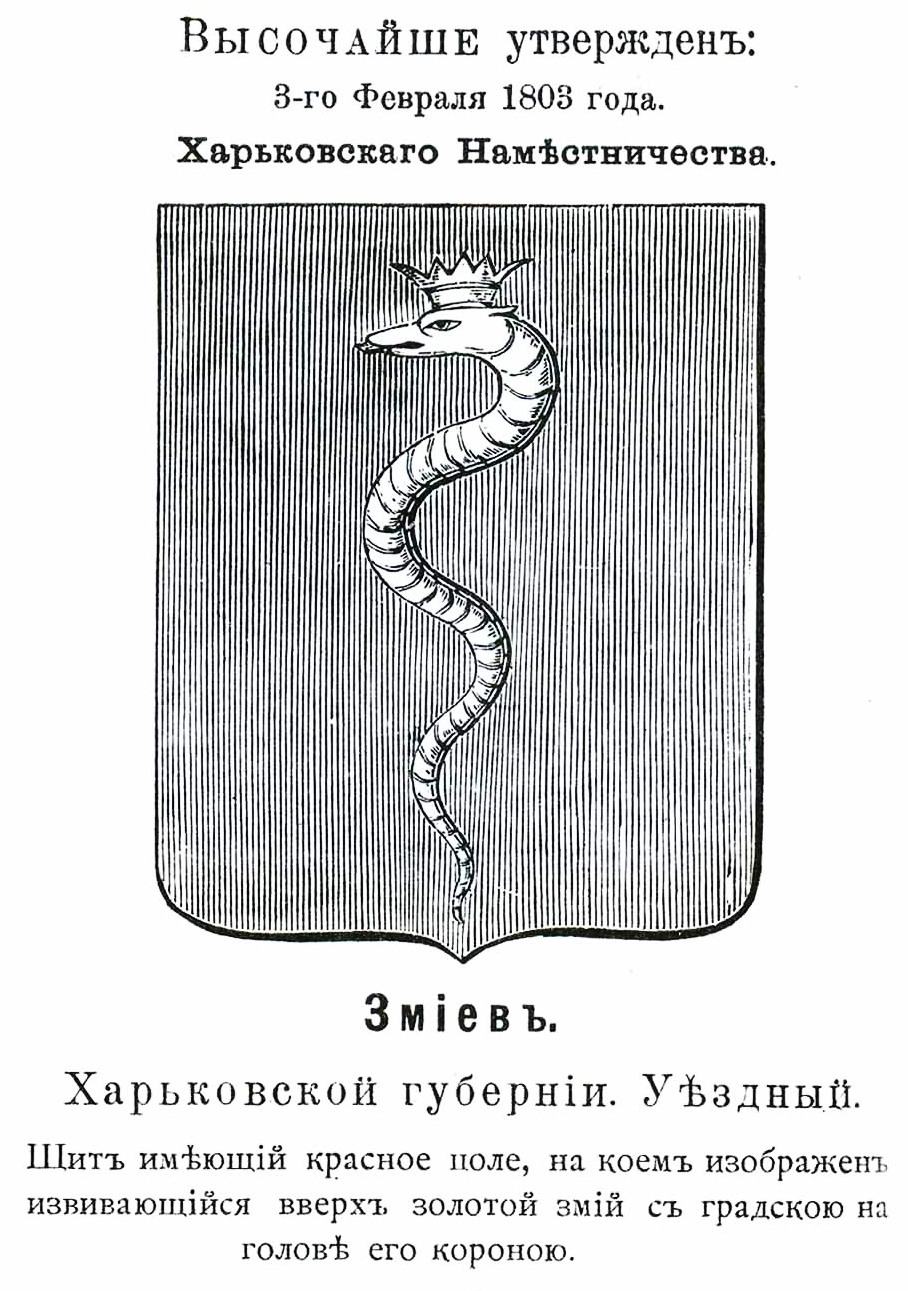
Герб города с официальным описанием. 1803
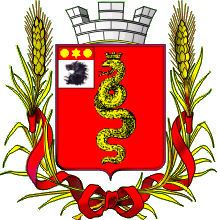
Герб Змиева 1863 года. Проект Б. Кене
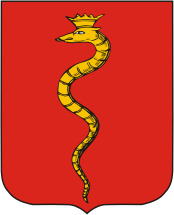
Современный герб

## Предприятия
- 1893 год — Змиевская бумажная фабрика (сейчас — ООО «Кронекс-Харьков»);
- 1943 год — начал работу Змиевской молокозавод (сейчас — ООО «С-Транс»);
- 1991 год — основание предприятия «Маяк», выпускающего отопительные котлы;
- 1997 год — начало работы производственно-торгового предприятия «Овен» (производство копченостей и колбасных изделий).

## Транспорт

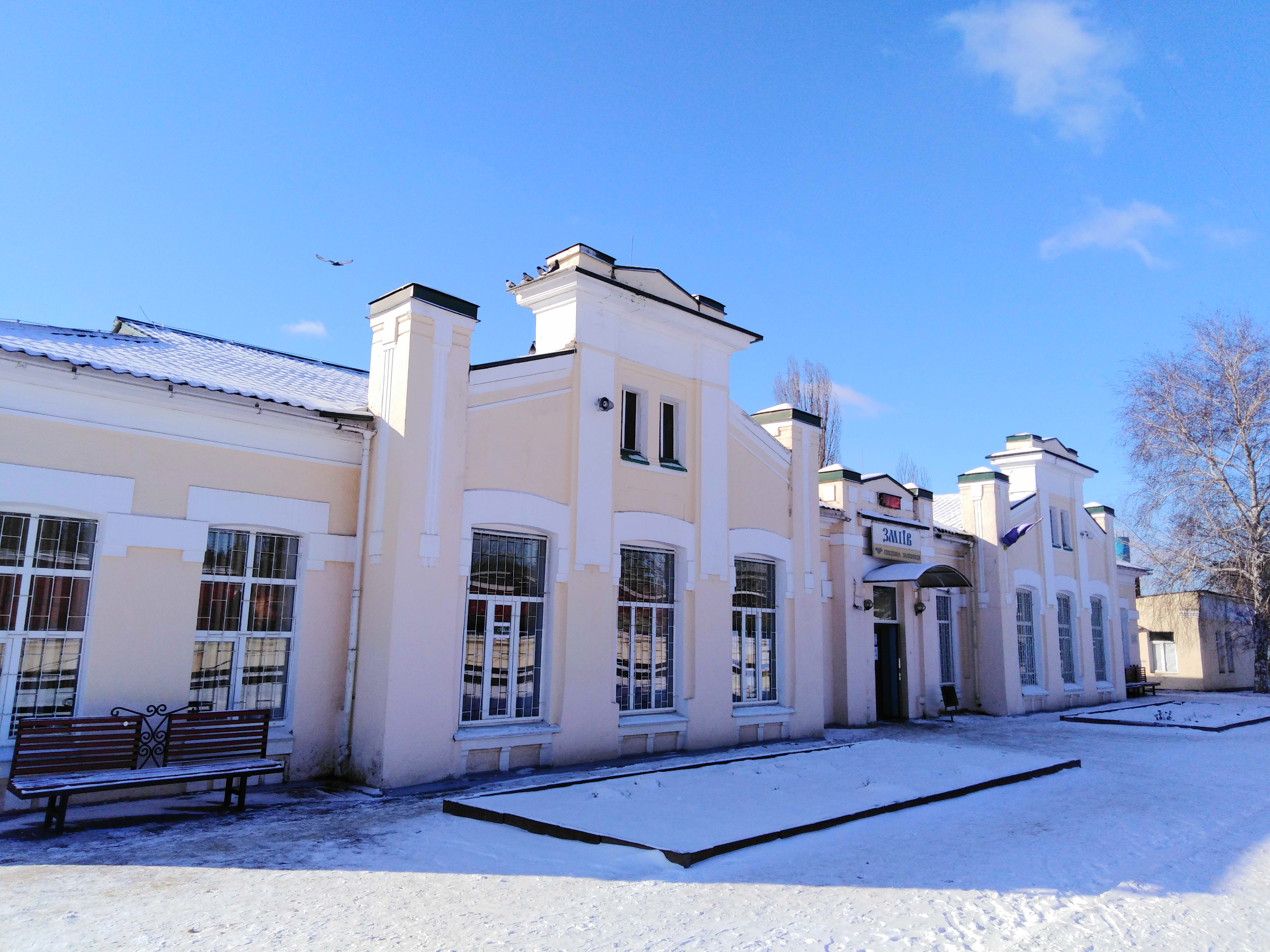
Железнодорожная станция Змиёв

Большой железнодорожный узел, станция Змиёв на железнодорожной линии Харьков — Лиман.

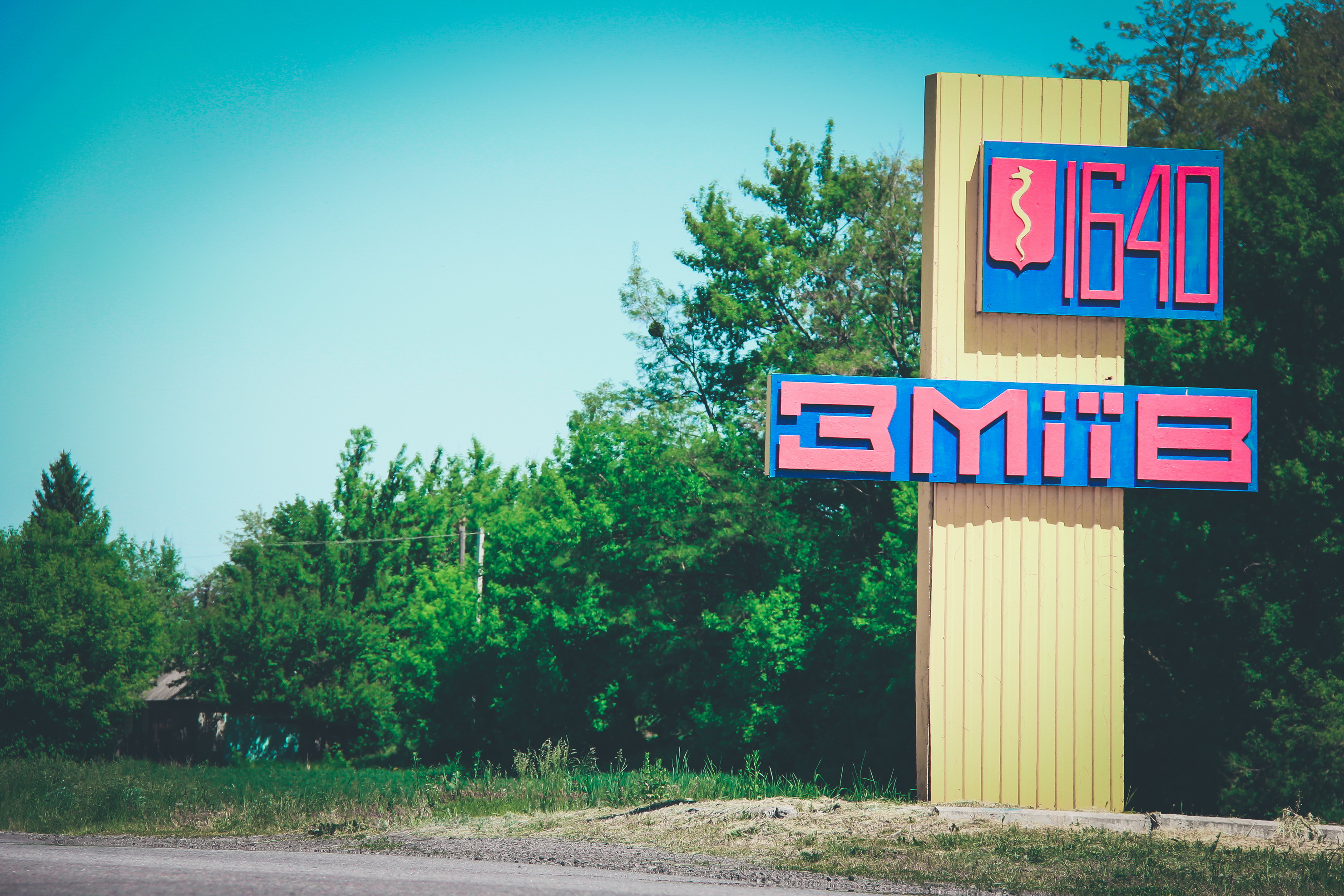
Знак с названием города

Автодорога областного значения Т-2105 (Харьков — Змиёв — Балаклея).

## Образование
В 1995 году в городе функционировало 6 детских садов: «Барвинок», «Берёзка», «Звёздочка», «Ёлочка», «Ромашка» и «Солнышко». Змиевской лицей № 1; Змиевская школа № 2; спортивная, музыкальная, автошкола и школа-интернат.

## Пресса
- Газета «Аргумент недели» (рекламно-информационная газета Змиевского района) (укр.  «Аргумент тижня»);
- Газета «Змиевской курьер» (укр.  «Зміївський кур'єр»);
- Газета «Вести Змиевщины»;
- Газета «ЗОВ» — Змиевской общественный вестник;
- Телерадиокомпания «Змиёв — ТВ» (укр.  «Зміїв — ТБ»);
- Телерадиокомпания «Змиев — Медиа»(укр.  «Зміїв — Медіа»).
- Змиевское районное радиовещание (закрыто в 2013 году).

## Религия

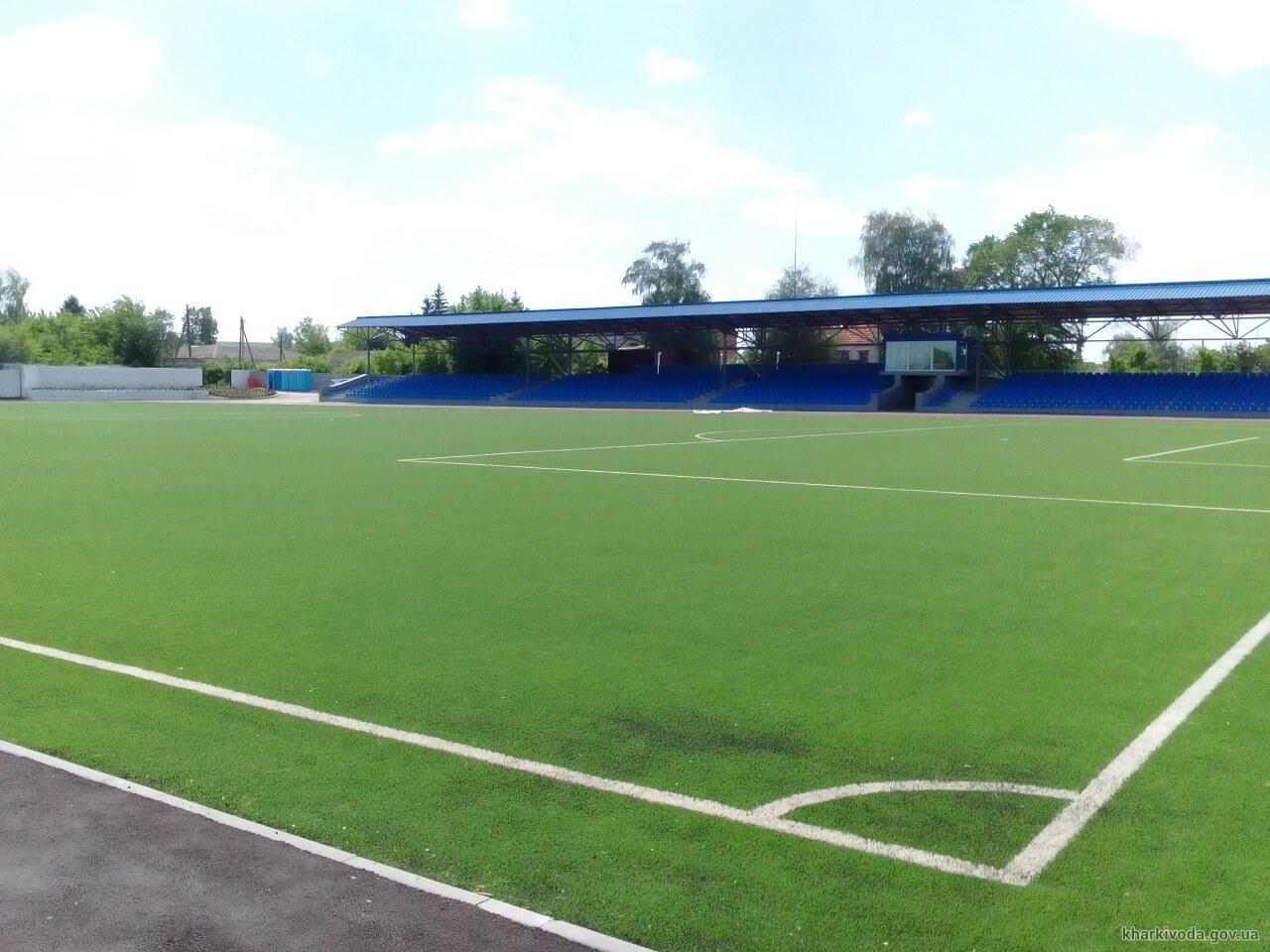
Стадион "Авангард"

- Свято-Николаевская церковь г. Змиев УПЦ;
- Свято-Троицкая церковь УПЦ;
- Свято-Трифоновская церковь УПЦ;
- Адвентисты седьмого дня;
- Церковь «Жизнь в благодати» Христиан Веры Евангелистской;
- Евангелистские христиане-баптисты г. Змиев;
- Свидетели Иеговы г. Змиев;
- «Жизнь в слове» Христиан Веры Евангелистской;

## Известные уроженцы
- Волк, Игорь Петрович — космонавт СССР, Герой Советского Союза.
- Дерюгин, Иван Константинович — олимпийский чемпион, чемпион мира по современному пятиборью, отец Ирины Ивановны Дерюгиной, дважды абсолютной чемпионки мира по художественной гимнастике.
- Золотарев, Василий Дмитриевич — участник восстания на броненосце «Потёмкин».
- Иванова, Людмила Мстиславовна — киноактриса, снялась в более чем 60 фильмах.
- Кричевская, Любовь Яковлевна — поэтесса и писательница сентиментального направления.
- Малик, Яков Александрович — сотрудник центрального аппарата наркомата иностранных дел СССР, являлся послом СССР в Японии, Великобритании, работал заместителем министра иностранных дел СССР.
- Мураев, Евгений Владимирович (род. 1976) — украинский политик
- Погребняк, Петр Степанович — работал заместителем начальника главного управления лесного хозяйства Грузинской ССР, являлся вице — президентом АН УССР.
- Половинка, Руслан Александрович — Национальный герой Азербайджана.
- Пустовойт, Василий Степанович — селекционер, лауреат Государственной и Ленинской премий, академик АН СССР и ВАСХНИЛ, Дважды Герой Социалистического Труда.
- Синякова-Уречина, Мария Михайловна — живописец, график, художник книги.
- Слюсаренко, Захар Карпович — генерал-лейтенант танковых войск, Дважды Герой Советского Союза.
- Мамай, Ирина Ивановна — российский учёный-ландшафтовед, физико-географ, организатор и педагог. Доктор географических наук (1994).
- Яворницкий, Дмитрий Иванович — историк, археолог, этнограф, фольклорист, писатель, академик АН УССР.
- Титаренко, Валентина Васильевна — учитель биологии, кавалер ордена Трудового Красного Знамени[51].
- Бледный, Кирилл — музыкант, фронтмен рок-группы «Пошлая Молли».

## Достопримечательности
- Участок векового соснового леса (терраса Северского Донца) и другие орнитологические, геоботанические, геологические, геоморфологические, гидрологические памятники природы.